# Kalikst Ujejski
Kalikst Ujejski herbu Drużyna (ur. 1838 w Michałówce, zm. 10 czerwca 1863 w Korytnicy) – bohater powstania styczniowego.
Pochodził rodem z Michałówki. Brat stryjeczny poety Kornela Ujejskiego. W 1859 zaciągnął się do Legii Cudzoziemskiej w Algierii. Po dwóch latach służby został podoficerem. W roku 1862 powrócił do kraju. Jako jeden z pierwszych udał się do Kongresówki. Walczył w oddziale strzelców Marcina Borelowskiego pseudonim "Lelewel" i Jeziorańskiego. Uczestniczył w licznych potyczkach w powstaniu styczniowym m. in: Kobylanka - 1 maja 1863 i 6 maja 1863, Chruślina - 30 maja 1863, został ranny. Uczestniczył w bitwie pod Sokalem. Zmarł okryty 28 ranami. Zginął podczas odwrotu spod Korytnicy w oddziale Lelewela. Wraz z podpułkownikiem Leonem Youngiem de Blankheimem (1837–1863), który został okryty 35 ranami, należy do najbardziej walecznych powstańców styczniowych.